# 吹奏楽のための交響曲 (ヒンデミット)
吹奏楽のための交響曲変ロ調（Symphony in B♭ for Concert Band ）は、パウル・ヒンデミットが1950年から1951年にかけて作曲した吹奏楽のための交響曲。吹奏楽のために作曲された古今の交響曲のうちでも、とりわけ重要な作品に位置づけられ、またこのジャンルにおける傑作の一つとされる。
当時ヒンデミットはアメリカへ亡命中で、ワシントンD.C.のアメリカ陸軍軍楽隊から指揮者として客演の依頼を受けた際に「ちょっとしたもの」(a little something) を書くことが話題になり、結果的にこの交響曲が書かれた。軍楽隊隊長のヒュー・カーリー中佐（Lit. Col. Hugh Curry）は、ヒンデミットは以前から吹奏楽曲の構想を持っていて、客演の申し出がいいきっかけになったと証言している。初演は1951年4月5日、この軍楽隊をヒンデミット自身が指揮してワシントンD.C.にて行われ、楽譜は翌1952年にショット社から出版された。
ヒンデミット自身の指揮ではまた、フィルハーモニア管弦楽団（1956年）、バイエルン放送交響楽団（1959年）との録音が残されている。

## 楽器編成
1926年のドナウエッシンゲン音楽祭のために作曲した『吹奏楽のための協奏音楽』作品41が金管楽器を充実させた、いわゆるドイツ式の編成を想起させるのに対し、この曲ではアメリカの軍楽隊の委嘱で書かれたこともあって、アメリカ式のコンサート・バンド編成が採られている（題名も正確に訳すと『コンサート・バンドのための交響曲変ロ調』である）。
- 木管楽器
ピッコロ、フルート2、オーボエ2、ファゴット2、E♭クラリネット、ソロB♭クラリネット、B♭クラリネット3、E♭アルト・クラリネット、B♭バス・クラリネット、E♭アルト・サクソフォーン2、B♭テナー・サクソフォーン、E♭バリトン・サクソフォーン
- 金管楽器
ソロB♭コルネット、B♭コルネット3、B♭トランペット2、Fホルン4、トロンボーン3、バリトン、チューバ2
- 打楽器
ティンパニ、グロッケンシュピール、小太鼓、大太鼓、タンブリン、トライアングル、シンバル

## 楽曲構成
3つの楽章からなる。演奏時間は約19分。古典的な形式を意識したことが強く窺えるほか、ヒンデミットが得意とした対位法の技術が全編に活用されている。
第1楽章 Moderately Fast, With Vigor
変ロ調、3/2拍子。ソナタ形式。序奏はなく、広い音域を持つ第1主題がトランペットとコルネットによって力強く奏し出される。第2主題はオーボエによってやや抒情的に、第3主題は木管楽器の裸のユニゾンで提示される。
ゲネラルパウゼを挟んで、展開部はサクソフォーンに始まるフーガで構成される。それが頂点に達するとクラリネットのパッセージが残り、第1主題と第2主題が木管楽器の高音と低音を用いて同時に再現される。第3主題が続いて再現され、コーダとなり終わる。
第2楽章 Andantino Grazioso - Fast and Gay
ト調、2/2拍子。三部形式。緩徐楽章とスケルツォが組み合わされた楽章。主部は落ち着いた伴奏に乗って、コルネットとアルトサクソフォーンによるカノン風の二重奏が続く。中間部は12/8拍子となり、木管楽器を中心に各楽器が快活に動き回る。主部が再現される際には中間部の楽想が同時に奏され、この2つの要素が拮抗したままコーダに到る。
第3楽章 Fugue
変ロ調、2/2拍子。精巧な二重フーガ。冒頭に奏される快活な主題と、後に現れる三連符が特徴的な息の長い主題をそれぞれフーガで扱っていく。2つの主題が同時進行する二重フーガとなると、それに乗って第1楽章の第1主題が回帰し、全曲を統一する。最後はF-D-E♭-C#の動機を強調しながら叩きつけるように終わる。